# Wandlungsfähigkeit
Unter Wandlungsfähigkeit versteht man die Fähigkeit eines Systems zur aktiven, schnellen Anpassung der Strukturen auf zeitlich nicht vorhersehbar wechselnde Aufgaben aus eigener Substanz (Anpassungsfähigkeit) in Verbindung mit der Fähigkeit zur evolutionären Entwicklung der Strukturen bei zeitlich konstanten oder längerfristig vorhersehbar wechselnden Anforderungen aus eigener Substanz (Entwicklungsfähigkeit).
Der Begriff ist unter anderem im Kontext der industriellen Produktion sehr aktuell, siehe wandlungsfähige Produktionssysteme.

## Begriffsabgrenzung gegenüber Flexibilität und Adaptivität
Die Wandlungsfähigkeit grenzt sich gegenüber der Flexibilität und Adaptivität wie folgt ab: Flexibilität wird die Eigenschaft eines Systems genannt, das einem Änderungsbedarf ein entsprechendes aktivierbares Änderungspotenzial im System gegenüberstellt. Bei der Flexibilität reicht es aus, wenn die Erkennung von Veränderungsbedarf sowie die Verfügbarmachung von Änderungen von außen kommen. Bei der Adaptivität erkennt das System den Änderungsbedarf selbst (etwa bei Lernsystemen), geeignete Alternativen werden aber von außen bereitgestellt.